# Незнайка
Незна́йка (рос. Незнайка) — селище у складі Сєверного району Оренбурзької області, Росія.

## Населення
Населення — 50 осіб (2010; 52 у 2002).
Національний склад (станом на 2002 рік):
- росіяни — 98 %